# Занзешти (Алба)
Занзешти (рум. Zânzești) насеље је у Румунији у округу Алба у општини Хореа. Oпштина се налази на надморској висини од 1178 m.

## Становништво
Према подацима из 2002. године у насељу је живело 84 становника, од којих су сви румунске националности.